# Erhvervsuddannelser i Danmark
Erhvervsuddannelser (EUD) er en fællesbetegnelse for en lang række erhvervsrettede ungdomsuddannelser, der er rettet mod et bestemt job (erhverv). Alle erhvervsuddannelser kan påbegyndes direkte efter folkeskolens afgangseksamen i 9. klasse. Erhvervsuddannelserne tager mellem 2 og 5½ år.
Erhvervsuddannelser er af overvejende teknisk/praktisk art – i modsætning til de videregående uddannelser, som er af mere teoretisk/bogligt indhold. Erhvervsuddannelserne kvalificerer en til at begynde i job/lønarbejde straks efter endt uddannelse.
I 1991 blev alle erhvervsfaglige grunduddannelser (EFG) og mester- og lærlingeuddannelser samlet undet det fælles nye navn: erhvervsuddannelser (EUD).
Erhvervsuddannelserne inddeles i 12 indgange:
- Bil, fly og andre transportmidler
- Bygge og anlæg
- Bygnings- og brugerservice
- Dyr, planter og natur
- Krop og stil
- Mad til mennesker
- Medieproduktion
- Merkantil
- Produktion og udvikling
- Sundhed, omsorg og pædagogik
- Strøm, styring og it
- Transport og logistik

Alle erhvervsuddannelser foregår i mesterlære hos "mester" i den virksomhed der er ens læreplads, og hvor man arbejder som lærling eller elev. Undervejs i uddannelserne er der skoleophold af forskellig slags og varighed på de såkaldte erhvervsskoler – dvs. tekniske skoler, handelsskoler, kombinationsskoler, landbrugsskoler og lignende. Erhvervsuddannelserne afsluttes alle med en svendeprøve/fagprøve – og hvis man består prøven, bliver man udlært og modtager et svendebrev eller et uddannelsesbevis.
I 2015 startede projekt Fremtidens Maritime Håndværker , hvor fokus er på:
- Mere målrettede erhvervsuddannelser til de maritime erhverv, gennem udvikling af over 40 nye maritime uddannelsesforløb.
- Tiltrækning af flere og dygtigere elever til de maritime erhvervsuddannelser, deriblandt over 300 nyuddannede maritime håndværkere.
- Oprettelse af 200 flere praktikpladser i maritime virksomheder

Der sættes derfor fokus på erhvervsuddannelser i alle henseender. Om du er elev, forældre eller vejleder, kan du finde inspiration til, hvad man kan blive som erhvervsuddannet, hvordan er studiemiljøet, høre fra tidligere studerende om deres erfaringer, og meget andet.

## Undervisningsministerietsoversigt over samtlige godkendte erhvervsuddannelser i Danmark

### Bygge og anlæg
- Anlægsstruktør, bygningsstruktør og brolægger
  - Anlægsstruktør
  - Bygningstruktør
  - Brolægger
- Boligmontering
  - Autosadelmager
  - Møbelpolstrer
  - Gardindekoratør
- Byggemontagetekniker
- Bygningsmaler
- Ejendomsservicetekniker
  - Boligservice
  - Erhvervs- og institutionsservice
  - Ejendomsmedhjælper
- Glarmester
- Maskinsnedker, trædrejer, produktionsassistent
  - Maskinsnedker
  - Trædrejer
  - Produktionsassistent, døre og vinduer
  - Produktionsassistent, massivtræsmøbel
  - Produktionsassistent, plademøbel
- Murer
- Skorstensfejer
- Snedker
  - Bygningssnedker
  - Møbelsnedker
  - Orgelbygger
  - Bygningsmøntor
  - Træoperatør, døre og vinduer
  - Træoperatør, massivtræsmøbel
  - Træoperatør, plademøbel
- Stenhugger
- Stukkatør
- Tagdækker
- Teater- og udstillingstekniker
  - Teater- og udstillingstekniker
  - Scene- og udstillingsmedhjælper
- Teknisk isolatør
- Træfagenes byggeuddannelse
  - Tømrer
  - Gulvlægger
  - Alutømrer
  - Tækkemand
- VVS-uddannelsen
  - VVS- og energimontør
  - VVS-, tag- og facademontør
  - Klima- og miljøtekniker
  - Rustfast industriblikkenslager
  - VVS-montør

### Håndværk og teknik
- Aluminiumsoperatøruddannelsen
- Beslagsmed
- Bådserviceassistent
- Cnc-teknikuddannelsen
  - Cnc-tekniker
  - Cnc-assistent
- Finmekaniker
  - Finmekaniker
  - Låsesmed
  - Våbenmekaniker
- Former
- Industriel reparatør
- Industrioperatør
- Industrisvejser
- Industriteknikeruddannelsen
  - Industritekniker-maskin
  - Industritekniker-plast
  - Industritekniker-produktion
  - Cnc-drejer
  - Cnc-fræser
- Køletekniker
  - Køletekniker
  - Køleassistent
- Låseassistent
- Maritime håndværksfag
  - Bådebygger/skibstømrer
  - Sejlmager
- Metalsmed
  - Gravør
  - Gørtler (armatur)
  - Gørtler
  - Kobbersmed
  - Metaltrykker
  - Jern- og metalsliber
- Modelsnedker
- Montageoperatør
- NDT-tekniker
- Oliefyrstekniker
- Ortopædist
- Overfladebehandler
  - Overfladebehandler/konstruktion
  - Overfladebehandler/komponenter
  - Overfladebehandler
- Plastmager
  - Plastmager
  - Plastmedhjælper
- Plastsvejser
- Porcelænsmaler
  - Overglasurmaler
  - Blåmaler
- Pottemager
- Skibsbygger
- Skibsmekaniker
- Skibsmontør
  - Skibsmontør
  - Industrimontør
- Smed
  - Smed (aluminium)
  - Smed (rustfast)
  - Smed (bygning og landbrug)
  - Klejnsmed
  - Smed (plade og konstruktion)
  - VVS-energiteknik
  - Smed (bearbejdning)
  - Svejser
- Vindmølletekniker
- Værktøjsmager
- Værktøjssliber
- Ædelmetalstøber
- Ædelsmed
  - Bestiksølvsmed
  - Ciselør
  - Guldsmed
  - Korpussølvsmed
- Ædelstensfatter

### Fra jord til bord (hotel, køkken, levnedsmiddel og jordbrug)
- Anlægsgartner
  - Anlægsteknik
  - Plejeteknik
  - Anlægsplejer
- Bager og konditor
  - Bager
  - Konditor
  - Brødbager
  - Brødbager med profil
  - Kagekonditor
  - Kagekonditor med profil
- Detailslagter
  - Detailslagter, butik
  - Detailslagter, delikatesse
  - Detailslagter, fisk og vildt
  - Detailslagter, slagtning
  - Detailslagteraspirant
- Dyrepasser
  - Dyrepasser, dyr i zoo
  - Dyrepasser, forsøgsdyr
  - Dyrepasser, heste
  - Dyrepasserassistent
- Ferskvareassistent
- Gastronom
  - Kok
  - Cater
  - Smørrebrødsjomfru
  - Gastronomassistent
- Greenkeeperassistent
- Hotel- og fritidsassistent
- Industrislagter
  - Industrislagter, forædling
  - Svineslagter
  - Kreaturslagter
  - Industrislagter
- Ernæringsassistent
- Landbrugsuddannelsen
  - Jordbrugsassistent
  - Jordbrugsmaskinfører
- Mejerist
  - Mejerist
  - Mejerioperatør
- Produktionsgartner
  - Planteskolegartner, produktion
  - Planteskolegartner, handel
- Receptionist
- Skov- og naturtekniker
  - Skov- og naturtekniker
  - Skov- og naturassistent
- Tarmrenser
  - Tarmrenser
  - Industritarmrenser
- Tjener
  - Tjener
  - Selskabstjener
- Veterinærsygeplejerske
  - Veterinærsygeplejerske
  - Veterinærsygehjælper
- Væksthusgartner
  - Væksthusgartner
  - Væksthusgartnerassistent

### Mekanik, transport og logistik
- Mekaniker
  - Mekaniker
  - Automontør
- Buschauffør
  - Buschauffør
  - Rutebilschauffør
- Chauffør
  - Godschauffør
  - Kranfører
  - Renovationschauffør
  - Tankbilchauffør
  - Lastbilchauffør
- Cykel- og motorcykeluddannelsen
  - Cykelmekaniker
  - Cykelmontør
  - Motorcykelmekaniker
  - Knallertmekaniker
- Entreprenør- og landbrugsmaskinuddannelsen
  - Entreprenørmaskinmekaniker
  - Landbrugsmaskinmekaniker
  - Motormekaniker
- Flymekaniker
  - Flymekaniker-B1
  - Flymekaniker-B2
- Karrosserismed
- Lageruddannelsen
  - Lager og logistik
  - Lager og transport
  - Lager og proces
  - Lagermedhjælper
- Lufthavnsoperatør
- Transportarbejder i lufthavn
- Postoperatør
  - Postoperatør, transport
  - Postoperatør, center
  - Postoperatør, distribution
  - Postdistributør
- Redder
- Togklargører
- Vognmaler

### Det merkantile område – handel, kontor og forretning
- Detailhandel
  - Blomsterdekoratør
  - Dekoratør
  - Digital handel B2C[2]
  - Retail manager[2]
  - Salgsassistent
  - Salgsassistent med profil
  - Butiksmedhjælper
- Ferskvareassistent
- Finansuddannelsen
- Handelsuddannelsen
  - Digital handel B2B[3]
  - Handelsassistent (salg)
  - Handelsassistent (service)
  - Indkøbsassistent
  - Logistikassistent
- Kontorserviceuddannelsen
- Kontoruddannelsen
  - Kontorassistent, generel kontoruddannelse
  - Kontorassistent, administration
  - Advokatsekretær (kontorassistent)
  - Lægesekretær (kontorassistent)
  - Kontorassistent, offentlig administration
  - Kontorassistent, økonomi
  - Kontorassistent, revision
  - Kontorassistent, rejseliv
  - Kontorassistent, spedition og shipping
- Kundekontaktcenteruddannelse
- Sundhedsservicesekretær

### Service
- Beklædningshåndværker
  - Beklædningshåndværker
  - Tekstil- og beklædningsassistent
- Frisør
- Hospitalsteknisk assistent
  - Audiologiassistent
  - Neurofysiologiassistent
- Kosmetiker
- Laboratorietandtekniker
  - Laboratorietandtekniker
  - Tandtekniker i aftagelig protetik
- Serviceassistent
  - Serviceassistent, hospitalsservice
  - Serviceassistent, virksomhedsservice
- Sikkerhedsvagt
- Skomager
  - Ortopædiskomager
  - Nådler
  - Serviceskomager
- Sundhedsservicesekretær
- Tandklinikassistent
- Urmager

### Teknologi og kommunikation
- Automatik- og procesuddannelsen
  - Automatiktekniker
  - Elektrotekniker
- Data- og kommunikationsuddannelsen
  - Datatekniker
  - Kontorservicetekniker
  - Teleinstallationstekniker
  - Telesystemtekniker
  - It-supporter
- Digital media
  - Multimedientegrator
  - Multimedieanimator
  - Digital integrator
- Elektriker
  - Elektriker, installationsteknik
  - Elektriker, styrings- og reguleringsteknik
  - Elektriker, kommunikationsteknik
  - Elektriker, bygningsautomatik
  - El-montør
- Elektronik- og svagstrømsuddannelsen
  - Elektronikfagtekniker
  - Radio-tv-fagtekniker
- Elektronikoperatør
- Forsyningsoperatør
- Film- og tv-produktionsuddannelsen
  - Film- og tv-produktionstekniker
  - Film- og tv-assistent
- Fotograf
- Frontline pc-supporter
- Frontline radio-tv-supporter
- Grafisk tekniker
- Industrioperatør
- Mediegrafiker
  - Mediegrafiker
  - Mediegrafisk assistent
- Plastmager
  - Plastmager
  - Plastmedhjælper
- Procesoperatør
  - Procesoperatør
  - Procesarbejder
- Skiltetekniker
- Teknisk designer
- Web-integrator

### Erhvervsgrunduddannelse
- Erhvervsgrunduddannelsen (EGU)